# Veicolo spaziale senza equipaggio
I veicoli spaziali senza equipaggio o veicoli spaziali robotici sono veicoli spaziali senza persone a bordo. I veicoli spaziali senza equipaggio possono avere diversi livelli di autonomia dall'intervento umano, come il controllo remoto o la guida a distanza. Possono anche essere autonomi, nel senso che dispongono di un elenco preprogrammato di operazioni che verranno eseguite a meno che non venga impartita loro un'istruzione diversa. Un veicolo spaziale robotico per misurazioni scientifiche è spesso chiamato sonda spaziale o osservatorio spaziale.
Molte missioni spaziali sono più adatte alle operazioni telerobotiche piuttosto che a quelle con equipaggio, grazie a inferiori costi e fattori di rischio. Inoltre, alcune destinazioni planetarie come Venere o le vicinanze di Giove sono troppo ostili per la sopravvivenza umana, allo attuale livello tecnologico. I pianeti esterni come Saturno, Urano e Nettuno sono troppo distanti per essere raggiunti con l'attuale tecnologia dei voli spaziali con equipaggio, quindi le sonde telerobotiche sono l'unico modo per esplorarli. La telerobotica consente inoltre di esplorare regioni vulnerabili alla contaminazione da parte di microrganismi terrestri, poiché i veicoli spaziali possono essere sterilizzati. Gli esseri umani non possono essere sterilizzati nello stesso modo di un'astronave, poiché convivono con numerosi microrganismi, e questi microrganismi sono anche difficili da contenere all'interno di un'astronave o di una tuta spaziale.
La prima missione spaziale senza equipaggio fu lo Sputnik 1, lanciato il 4 ottobre 1957 in orbita attorno alla Terra. Quasi tutti i satelliti, i lander e i rover sono veicoli spaziali robotici. Non tutti i veicoli spaziali senza equipaggio sono veicoli spaziali robotici; ad esempio, una sfera riflettente è un veicolo spaziale non robotico e senza equipaggio. Le missioni spaziali in cui a bordo sono presenti degli animali ma non esseri umani sono chiamate missioni senza equipaggio.
Molti veicoli spaziali abitabili presentano anche diversi livelli di funzionalità robotiche. Ad esempio, le stazioni spaziali Saljut 7 e Mir e il modulo Zarja della Stazione spaziale internazionale erano in grado di effettuare manovre di attracco e mantenimento della posizione guidate a distanza, sia con veicoli di rifornimento che con nuovi moduli. I veicoli spaziali di rifornimento senza equipaggio vengono sempre più utilizzati nelle stazioni spaziali con equipaggio.

## Storia

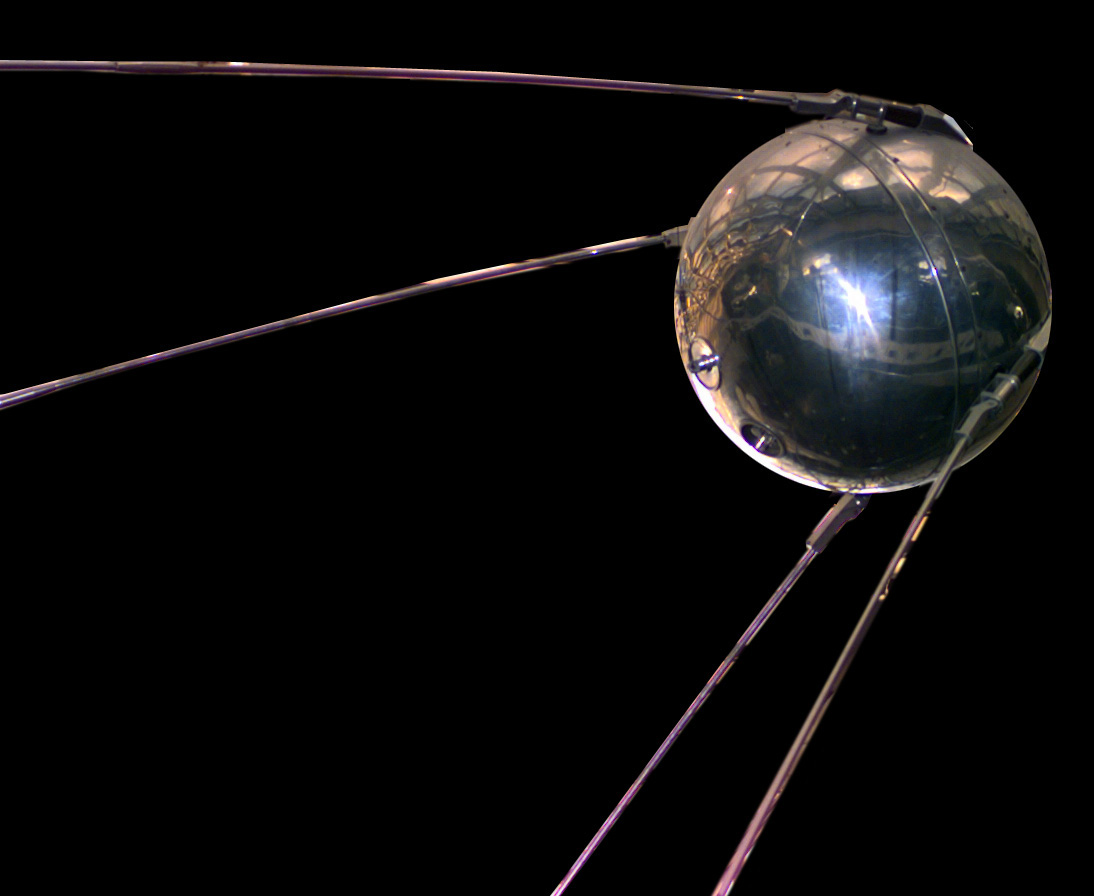
Una replica dello Sputnik 1 al National Air and Space Museum

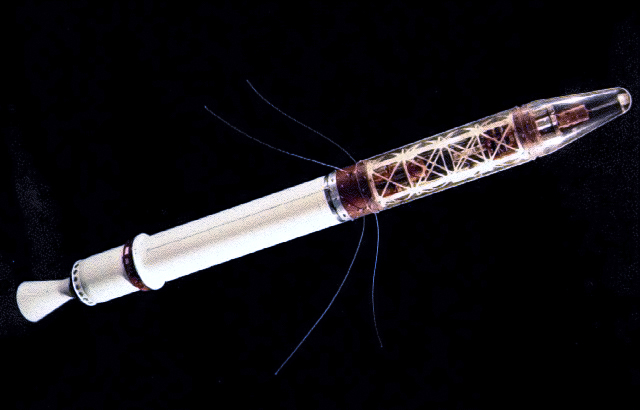
Una replica dell'Explorer 1

Il primo veicolo spaziale robotico fu lanciato dall'Unione Sovietica il 22 luglio 1951, un volo suborbitale che trasportava due cani Dezik e Tsygan. Altri quattro voli di questo tipo furono effettuati fino all'autunno del 1951.
Il primo satellite artificiale, Sputnik 1, fu messo in un'orbita attorno alla Terra, con perigeo di 215 km e apogeo di 939 km, dall'URSS il 4 ottobre 1957. Il 3 novembre 1957, l'URSS lanciò lo Sputnik 2. Lo Sputnik 2, dal peso di 113 kg, portò in orbita il primo animale, la cagnetta Laika. Poiché il satellite non era stato progettato per staccarsi dallo stadio superiore del veicolo di lancio, la massa totale in orbita fu di 508,3 kg.
In una serrata corsa con i sovietici, gli Stati Uniti lanciarono il loro primo satellite artificiale, Explorer 1, in un'orbita con perigeo a 357 km e apogeo di 2.543 km il 31 gennaio 1958. Explorer 1 era un cilindro lungo 205 cm, dal diametro di 15,2 cm, dal peso di 14,0 kg; per confronto, lo Sputnik 1 era una sfera di 58 cm dal peso di 83,6 kg. Tuttavia, a differenza dello Sputnik 1, che era privo di sensori, l'Explorer 1 era stato equipaggiato con vari strumenti, trai quali un contatore Geiger, che condusse alla scoperta delle fasce di Van Allen. Il 17 marzo 1958, gli Stati Uniti lanciarono il loro secondo satellite, Vanguard 1, che aveva circa le dimensioni di un pompelmo, e che al 2016 risultava ancora in un'orbita, con perigeo a 670 km e apogeo a 3.850 km.
La prima sonda lunare tentata fu la Luna 1958A, lanciata il 23 settembre 1958. L'obiettivo di una sonda lunare fallì ripetutamente fino al 4 gennaio 1959, quando Luna 1 orbitò attorno alla Luna e poi al Sole.
Il successo di queste prime missioni diede inizio a una corsa tra gli Stati Uniti e l’Unione Sovietica per sovrastarsi a vicenda con sonde sempre più ambiziose. Mariner 2 è stata la prima sonda a studiare un altro pianeta, rivelando la temperatura estremamente calda di Venere agli scienziati nel 1962, mentre la Venera 4 sovietica è stata la prima sonda atmosferica a studiare Venere. Il sorvolo di Marte del 1965 di Mariner 4 scattò le prime immagini della sua superficie craterata, a cui i sovietici risposero pochi mesi dopo con immagini dalla sua superficie da Luna 9. Nel 1967, l’americana Surveyor 3 raccolse informazioni sulla superficie della Luna che si sarebbero rivelate cruciali per la missione Apollo 11 che fece atterrare gli esseri umani sulla Luna due anni dopo.
La prima sonda interstellare fu Voyager 1, lanciata il 5 settembre 1977. È entrata nello spazio interstellare il 25 agosto 2012, seguita dalla sua gemella Voyager 2 il 5 novembre 2018.
Altri nove paesi hanno lanciato con successo satelliti utilizzando i propri veicoli di lancio: Francia (1965), Giappone e Cina (1970), Regno Unito (1971), India (1980), Israele (1988), Iran (2009), Corea del Nord (2012), e Corea del Sud (2022).

## Design
Nella progettazione di veicoli spaziali, la United States Air Force considera un veicolo costituito dal carico utile della missione e dalla piattaforma satellitare. La piattaforma fornisce struttura fisica, controllo termico, energia elettrica, controllo dell'attitudine e telemetria, tracciamento e comando.
JPL divide il "sistema di volo" di un veicolo spaziale in sottosistemi. Questi includono:

### Struttura

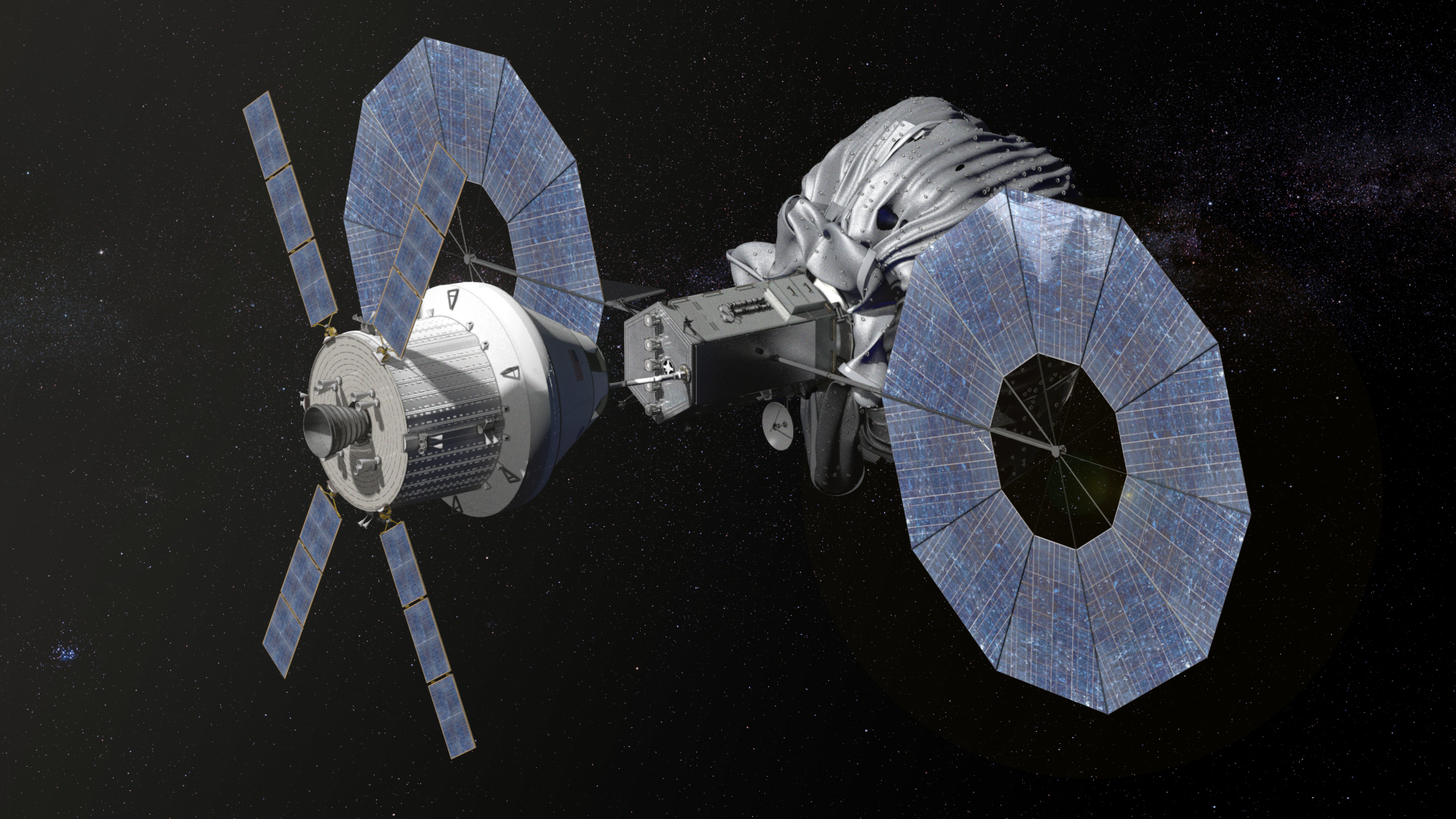
Un'illustrazione del veicolo spaziale Orion pianificato dalla NASA che si avvicina ad un veicolo robotico per la cattura di asteroidi

La struttura della spina dorsale fisica, che
- Fornisce l'integrità meccanica complessiva del veicolo spaziale

- Garantisce che i componenti del veicolo spaziale siano supportati e possano resistere a carichi di lancio

### Trattamento dati
Questo è talvolta indicato come sottosistema di comando e dati. È spesso responsabile di:
- Memorizzazione della sequenza di comandi

- Mantenere l'orologio del veicolo spaziale

- Raccolta e segnalazione dei dati di telemetria dei veicoli spaziali (ad esempio la salute dei veicoli spaziali)

- Raccolta e segnalazione dei dati della missione (ad esempio immagini fotografiche)

### Determinazione e controllo dell'atteggiamento
Questo sistema è principalmente responsabile del corretto orientamento del veicolo spaziale nello spazio (atteggiamento) nonostante gli effetti del gradiente di gravità del disturbo esterno, le coppie del campo magnetico, la radiazione solare e la resistenza aerodinamica; inoltre potrebbe essere necessario riposizionare le parti mobili, come antenne e pannelli solari.

#### Ingresso, discesa e atterraggio
Il rilevamento integrato incorpora un algoritmo di trasformazione dell'immagine per interpretare i dati terrestri delle immagini immediate, eseguire un rilevamento in tempo reale e l'evitamento dei pericoli del terreno che possono impedire un atterraggio sicuro e aumentare la precisione dell'atterraggio in un sito di interesse desiderato utilizzando tecniche di localizzazione di riferimento. Il rilevamento integrato completa questi compiti facendo affidamento su informazioni e telecamere preregistrate per comprendere la sua posizione e determinare la sua posizione e se è corretta o deve apportare correzioni (localizzazione). Le telecamere vengono utilizzate anche per rilevare eventuali pericoli, sia che si tratti di un aumento del consumo di carburante o di un pericolo fisico come un cattivo punto di atterraggio in un cratere o un lato della scogliera che renderebbe l'atterraggio molto non ideale (valutazione del pericolo).

#### Atterraggio su terreni pericolosi
Nelle missioni di esplorazione planetaria che coinvolgono veicoli spaziali robotici, ci sono tre parti chiave nei processi di atterraggio sulla superficie del pianeta per garantire un atterraggio sicuro e di successo. Questo processo include un ingresso nel campo gravitazionale planetario e nell'atmosfera, una discesa attraverso quell'atmosfera verso una regione prevista/mirata di valore scientifico e un atterraggio sicuro che garantisce la conservazione dell'integrità della strumentazione sulla nave. Mentre il veicolo spaziale robotico sta attraversando quelle parti, deve anche essere in grado di stimare la sua posizione rispetto alla superficie al fine di garantire un controllo affidabile di se stesso e la sua capacità di manovrare bene. Il veicolo spaziale robotico deve anche eseguire in modo efficiente la valutazione dei pericoli e le regolazioni della traiettoria in tempo reale per evitare i pericoli. Per raggiungere questo obiettivo, il veicolo spaziale robotico richiede una conoscenza accurata di dove si trova il veicolo spaziale rispetto alla superficie (localizzazione), cosa può rappresentare come pericoli dal terreno (valutazione del pericolo) e dove il veicolo spaziale dovrebbe attualmente essere diretto (evitare il pericolo). Senza la capacità di operazioni di localizzazione, valutazione dei pericoli ed evitamento, il veicolo spaziale robotico diventa pericoloso e può facilmente entrare in situazioni pericolose come collisioni di superficie, livelli di consumo di carburante indesiderabili e/o manovre non sicure.

### Telecomunicazioni
I componenti del sottosistema delle telecomunicazioni includono antenne radio, trasmettitori e ricevitori. Questi possono essere utilizzati per comunicare con le stazioni di terra sulla Terra o con altri veicoli spaziali.

#### Energia elettrica
La fornitura di energia elettrica sui veicoli spaziali proviene generalmente da celle fotovoltaiche (solari) o da un generatore termoelettrico a radioisotopi. Altri componenti del sottosistema includono batterie per l'accumulo di energia e circuiti di distribuzione che collegano i componenti alle fonti di alimentazione.